# Terç consolidat
El terç consolidat (en francés, tiers consolidé) és el nom donat al deute públic de França en 1797, ja que només estava garantit un terç d'aquest deute.
Amb l'operació aprovada pel Directori per la Llei de 30 de setembre de 1797, el deute públic i les rentes es pagarien fins a dos terços del seu capital amb lletres del Tresor, admeses per al pagament d'impostos o de béns nacionals. El terç restant, consolidat, estava registrat en el Gran Llibre del Deute Públic i els interessos eren pagats amb lletres del Tresor.
Aquesta operació, que significava en realitat que l'Estat no podia pagar gran part del seu deute, també va ser coneguda con la fallida dels dos terços (en francès, banqueroute des deux tiers).
Considerades «ruïnoses, poc polítiques i immorals» per Cambon, les rentes vitalícies van contribuir en gran manera a la fallida dels dos terços, perquè Jacques Necker havia emès altes taxes d'interès per a quantitats considerables amb fins especulatius.